# Acrocrypta violaceicuprea
Acrocrypta violaceicuprea es un coleóptero de la familia Chrysomelidae.
Fue descrita científicamente por primera vez en 2007 por Wang in Wang & Li.